# Synagoga Moszka Michałowicza w Łodzi
Synagoga Moszka Michałowicza w Łodzi – prywatny dom modlitwy znajdujący się w Łodzi przy ulicy Północnej 7.
Synagoga została zbudowana w 1896 roku z inicjatywy Moszka Michałowicza. Mogła ona pomieścić 30 osób. Podczas II wojny światowej hitlerowcy zdewastowali synagogę.